# Peter Karns
Peter Karns (* 24. Oktober 1945 in Jackson Hole, Wyoming) ist ein ehemaliger US-amerikanischer Biathlet.
Karns trat seit 1966 für das US-amerikanische Biathlonteam an. Bei den Olympischen Winterspielen 1972 in Sapporo konnte er im Einzelrennen den 14. Platz und in der Staffel den 6. Platz erkämpfen. Zusätzlich nahm er zwischen 1969 und 1971 sowie 1973 und 1974 an fünf Weltmeisterschaften teil. 1973 und 1974 wurde Karns außerdem US-amerikanischer Meister. Zwischen 1973 und 1976 war er als Trainer für das Biathlonteam verantwortlich.
Karns hat an der University of Utah einen Abschluss in Betriebswirtschaft erlangt. Später erworb er noch den MBA an der Montana State University. Nach Beendigung seiner Trainerkarriere zog Karns zurück nach Jackson Hole, wo er als Immobilienmakler tätig ist. 2010 wurde er in die Hall of Fame des US-Biathlon aufgenommen.